# オテル・ド・ブルゴーニュ座

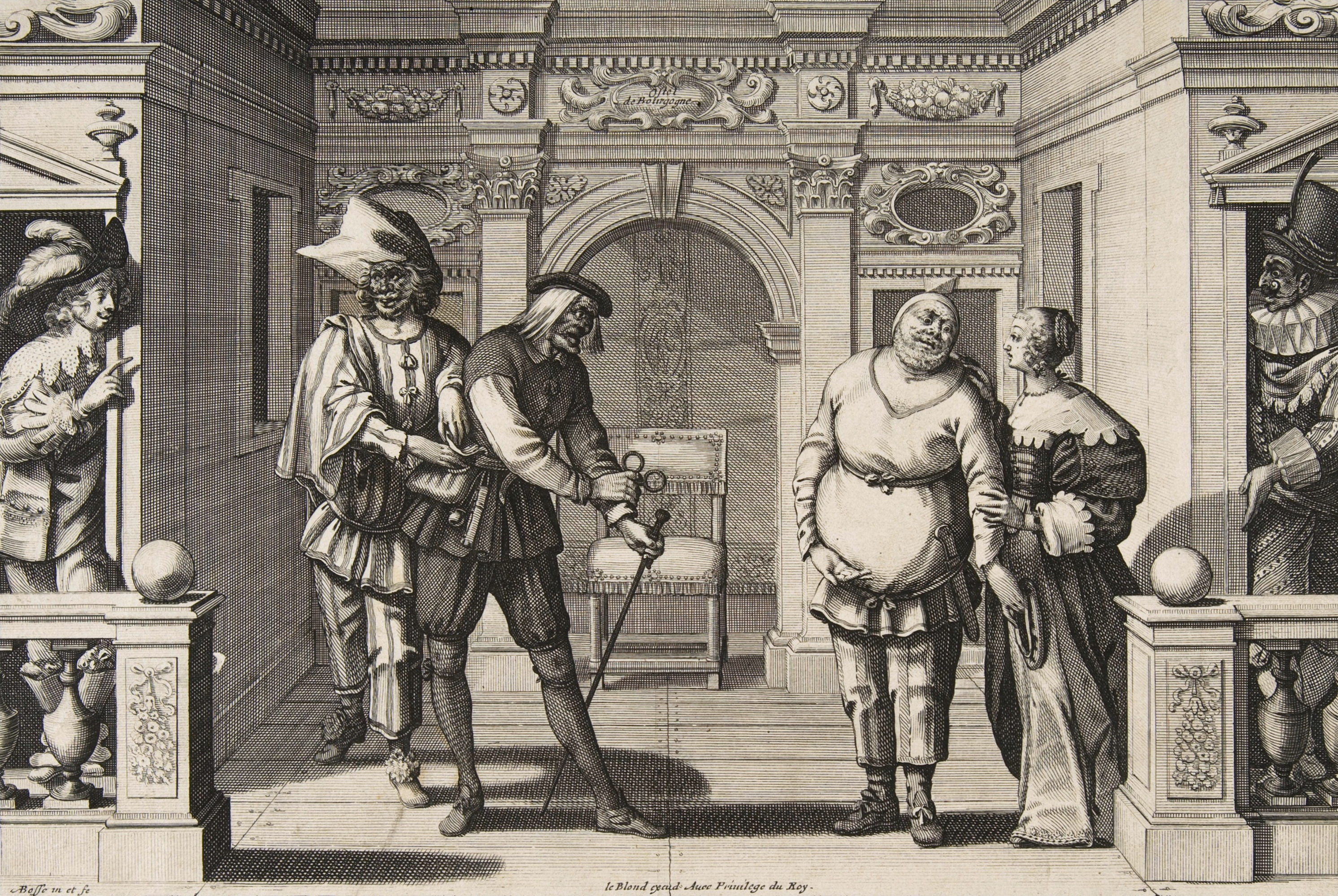
ブルゴーニュ座の役者たち
右から3人目:グロ＝ギヨーム
4人目:ゴーチエ＝ガルギーユ
5人目:チュルリュパン

オテル・ド・ブルゴーニュ座（仏: Théâtre de l'Hôtel de Bourgogne）は、フランスにおいて、17世紀まで存在した劇場、ならびにそこを拠点とする劇団。パリで最初の常設劇団であり、コメディ・フランセーズの前身でもある。1548年から存在する劇場であったが、1629年にルイ13世から認可を受けて正式に王立劇場、劇団となった。

## 17世紀初頭の公演事情
ブルゴーニュ座の観劇料金は、平土間席なら5ソル、桟敷席なら10ソルと決まっていた。天井桟敷や階段席などもあって、全てを合わせればおよそ1500人ほど収容が可能であったが、そのほとんどは平土間席であった。
ところが、料金をまともに払わず平気で無料入場をするような連中も数多くいた。平土間席は学生、職人、小姓、従僕、軍人など、いずれも行儀のよくない面倒な連中ばかりで占領されており、スリや追剥ぎ、泥棒、娼婦などが相手を探してうろついている有様だった。この連中はあちこちで博打を打つし、勝手に物を食っている者もいれば、大きな声で怒鳴り散らしたり、喧嘩、決闘、殺し合いを始める者もいる。とにかく厄介な連中であった。この時代の照明と言えばオイルランプ、ろうそく程度のもので、しかもこれらは結構値段が張るためにかなり控えめに使われていた。そのため劇場内はとにかく暗く、前の席にいなければ満足に役者の姿さえ見られない。照明がこのような状況だから、スリや泥棒が大活躍したのであった。
桟敷席は主に貴族が中心となって座っていた席であったが、ランブイエ侯爵夫人が宮廷のあまりの品の悪さに失望して、そこからサロンが生まれたことからもわかるように、当時の貴族は大変に品の悪い連中で、こちらも平土間席と同じようなものだった。品行の面では市民と変わらないくせに、彼らは貴族という特権を振りかざし、「料金を払うのは下賤の輩のすること」などと考えていたので、こちらも料金など払うつもりは最初からないのであった。このような悪習は根強く残っていたようで、17世紀後半、1684年になっても「資格身分を問わず、無料で劇場に入場することを厳禁する」旨の勅命が出されており、この後も繰り返し発せられている。1684年と言えば、ルイ14世によって絶対王政が完成されて久しい頃だが、それでもこのような常識的な勅命が下されているところを見ると、ユグノー戦争の傷跡が生々しく残っていた17世紀初頭のフランス混乱期の人々の風俗、品行など推して知るべしである。
観客が品行下劣なら、その舞台に立つ役者たちも同じようなもので、世間の目は決して好意的ではなかった。タルマン・デ・レオーによるこの時代の俳優に関する評が残っているが、それによればこの時代の役者はほとんど素行は悪く、夫妻揃って性的に放縦であり、特に女たちは男なら誰彼構わず相手にして、他の劇団の役者とさえ関係を持つことさえあったという。もちろんこの時代にも、ゴーチエ＝ガルギーユのようにまじめな生活を送った役者も居たには違いないが、しかし宮廷や貴族も先述したように品行下劣であったのだから、何も乱れ切っていたのは役者たちだけではなかった。
このように碌でもない連中ばかりが集まる場所であったのだから、オテル・ド・ブルゴーニュ劇場が「悪の巣窟」などと言われたのも無理もないことであった。こうした評判に影響されて、芝居に興味のない人々が、役者に厳しい目を向けるようになるなど、悪循環に嵌まり込んでいたのである。

## 歴史
1548年、中世宗教劇の上演団体である受難劇組合( Confréres de la Passion )によって設立された。ブルゴーニュ邸という貴族の邸宅にあったことが、その名前の由来である。この劇場では専ら受難劇組合が聖史劇(聖書を題材とした劇)を上演していたが、その公演内容があまりに低俗であるという理由で、設立と同じ年に上演を禁じられてしまった。受難劇組合はパリでの興行権を独占していたので、劇場まで自身で所有することでさらにその立場は絶対的なものとなるはずであったが、この上演禁止でさっそく出鼻をくじかれてしまった。上演する演目に困った組合は、興行成績が落ちていったこともあって、この劇場を賃貸に出してなんとか糊口をしのぐことにしたのであった。

### ヴァルラン・ル・コント座
17世紀初頭になっても、パリの常設劇場はブルゴーニュ劇場だけであった。そのため、パリで演劇を上演したければ、ブルゴーニュ劇場を借りるほか選択肢が存在しなかった。特にブルゴーニュ劇場を頻繁に利用していた劇団が、ヴァルラン・ル・コント座(Troupe de Valleran Le Conte)である。この劇団は当時有名ではあったが、どこからも庇護を受けておらず、経済的にも余裕がある劇団ではなかったので、ブルゴーニュ劇場を借りるほか仕方がなかったのだと思われる。
この劇団の座長であるヴァルラン・ル・コントという役者についてはよくわからないが、1592年ころにはすでに役者として地方巡業を行っていたようである。1598年に座長となり、ブルゴーニュ劇場でアレクサンドル・アルディなどの悲劇の上演を試みるも、無残に失敗してしまった。この頃の観客たちは先述したように品性下劣で、「悲劇」などという高尚なものは理解できず、もっぱら笑劇や刺激的な場面を求めていたからである。再び地方巡業に戻り、1606年にパリに戻ってきて、ブルゴーニュ劇場で公演を行っている。1607年にヴァルランは新たな劇団を立ち上げたようだが、その中にラシェル・トレポー(Rachel Trepèau)なる女優がいた。この時代は「女優」などというものは存在せず、女性役でも男優が演じるのが普通であったから、このトレポーなる女性はフランスの女優の草分け的存在である。
この新たに組織された劇団は、1609年から10年にかけて、ブルゴーニュ劇場で公演したとの記録が残っている。この際の契約書には、後に「王立劇団」で大人気を博すことになるゴーチエ＝ガルギーユやグロ＝ギヨームの名前が見られるが、彼らの名前は1611年9月には消えてしまう。その代わりにアレクサンドル・アルディが出てくるのだが、これらからわかるように、当時は劇団と役者はほとんど単年契約を結んでおり、人材の流動性は極めて激しいものであった。劇団間の競争もこのあたりから激化していったようだが、ヴァルラン・ル・コント座は相変わらず経済的に困窮しており、1611年にはブルゴーニュ劇場の一部を又貸ししている。同じころ、一座は「王立劇団(Troupe royale des comédiens)」と称し始めた。

### オテル・ド・ブルゴーニュ座王立劇団
上記の「王立劇団」が、1629年に正式に国王の支援を受けて「オテル・ド・ブルゴーニュ座王立劇団」と名乗ることを許され、ブルゴーニュ劇場を恒常的に使用できる契約を締結した。1635年にグロ＝ギヨームが亡くなった後は、ベルローズ率いる一座が王立劇団を受け継ぎ、1647年にはマレー座から引き抜かれてきたフロリドールが座長となって、1680年のコメディ・フランセーズ結成に至るまで、王立劇団と名乗り続けた。この劇団は国王から強力な庇護を獲得した上に、かなりの金額の年金も受けており、この劇団だけが公式の王立劇場、劇団と言える状況にあった。

### 国立劇場コメディ・フランセーズ創設
1670年代になると、劇団、劇場はパリに2つしか存在しなかった。オテル・ド・ブルゴーニュ劇場と、モリエール劇団の流れを汲むゲネゴー座である。ゲネゴー座も人気のある劇団で、次第にオテル・ド・ブルゴーニュ座王立劇団を圧迫し始めたため、1680年10月、国王の命令によって正式にこれら2つの劇団は合併し、国立劇場コメディ・フランセーズが誕生した。以後コメディ・フランセーズは「フランス人俳優協会」という組織となり、各々の役者の受け取る配当利益はこれまでとは比べ物にならないほどに増え、年金制度が確立されるなど、国立劇場としての基本組織は整ったが、同時に1680年以後に出された王令によって、劇団や俳優たちはそれまでに持っていた自由を失った。毎日違った演目で公演を開かなければならなくなり、演目の基本はフランス人作家とすることが義務付けられた。

## 主な劇団員
| 芸名 | 芸名 | 芸名 | 芸名                                  | 本名                              | 在籍期間               | 備考 |
| 座長 | 座長 | 座長 | 座長                                  | 座長                              | 座長                   | 座長 |
| ---- | ---- | ---- | ------------------------------------- | --------------------------------- | ---------------------- | --- |
|      |      |      | グロ＝ギヨーム                        | Robert Guèrin                     | 1629-1635年            | 雪だるまのように腹の出た白装束姿が特徴的な役者である。顔を白く塗って舞台に立っていたが、これは中世以来の伝統に則っているとも、コンメディア・デッラルテに影響を受けているとも考えられる。ブルゴーニュ劇場で公演を行ったイタリア人役者団の名簿の中に、コンメディア・デッラルテに登場する鈍重な下僕で、ピエロの原型と考えられているペドロリーノの名前が見られるので、グロ＝ギヨームの姿もそれに影響を受けている可能性がある。下僕だけでなく、女形を演じて下僕の妻を演じることもあったらしいが、それらの役に通底する特徴は「鈍重」である。鈍重な貴族を演じて、アンリ4世を爆笑させたこともあるという。役者としては優秀であったが、人物的には極めて問題のある人物だったらしい。絶えず酒を浴びるほど飲んでおり、機嫌が良いのは酒を飲んでいる時だけ、喋り方は乱暴で、その心は低劣で卑屈であったと伝えられている。ゴーチエ＝ガルギーユ、チュルリュパンとともに笑劇トリオとして有名であった。 |
|      |      |      | ベルローズ                            | Pierre Le Messier                 | 1635-1647年            | 役者としてのデビューは、ヴァルラン・ル・コント座で、同劇団でしばらく修業を積んだらしい。ヴァルラン・ル・コントの死後、一座の座長に昇格し、1620年にはアレクサンドル・アルディを座付き作家とする契約を交わしている。1622年にはグロ＝ギヨームが座長を務めるオテル・ド・ブルゴーニュ座王立劇団に正式に加入し、彼の死後、こちらでも座長となった。彼の座長としての能力は卓越しており、アルディ、ジャン・ロトルー、ジャン・メレら新進作家らの作品を上演できるように仕向け、見事に成功している。1647年にマレー座から移籍してきたフロリドールに座長職を譲ったが、死ぬまでこの劇団に在籍し続けた。同年、ベルローズの努力が実を結び、劇団はコルネイユの作品の上演権を獲得した。彼自身もコルネイユの悲劇で主役を演じ、その優雅な姿で人気を獲得して、フランス最初の偉大な悲劇役者とまで言われるようになった。こうした劇作家たちの悲劇を演じた経験が、後々ラシーヌの悲劇を上演する際にも活きることとなった。オテル・ド・ブルゴーニュ座が悲劇を得意とし出したのは彼が座長であった頃からだが、これはベルローズがかなりの策士で、悲劇の上演権を次々と獲得していったからかもしれないし、単に悲劇役者を集める才能に長けていたからかもしれない。 |
|      |      |      | フロリドール                          | Josias de Soulas                  | 1647-1671年            | 牧師の息子で、正当な貴族の家に育った。はじめ軍人であったが、やがて役者に転じた。1638年初めにマレー座に入り、同時に一座に加入し、後に座長となった。コルネイユ作品で重要な役を演じて人気を獲得し、中心的な存在の役者にまでなった。1647年、その人気にあやかろうとしたのか、王令によるものであったとも言われるが、マレー座から引き抜かれてコルネイユの作品上演権付きでオテル・ド・ブルゴーニュ座へ移籍し、座長に就任した。ブルゴーニュ座ではコルネイユはもちろん、ラシーヌ悲劇の大役も演じるなど、生涯舞台に立った役者であったが、1671年に公演を終えて数日後に逝去した。堂々として魅力的なその姿、才能、演技で観客の注目を集め続けた。17世紀当時、もっとも尊敬された役者であり、2つの劇団の運営にトップとして関わり、両方とも成功させていることから、座長としての能力も当代随一であったと言われる。国王も彼に惜しみない寵愛を注いでおり、役者の身分であっても貴族の特権を失わないとする裁決を例外的に承認しているほどであった。 |
| 団員 |      |      |                                       |                                   |                        | |
|      |      |      | ブリュスカンビル                      | ?                                 | 1609年頃               | 本名も生没年もわからないが、ブリュスカンビルの名前で前口上をいくつも書いていたので、名前が残っている。笑劇役者であったが、喜劇名としてデローリエ(Deslauriers)なる名前も持っていたようだ。 |
|      |      |      | ゴーチエ＝ガルギーユ                  | Hugues Guèru                      | ?-1633年               | 1620年代にオテル・ド・ブルゴーニュ座で、笑劇トリオとしてグロ＝ギヨーム、チュルリュパンとともに人気をとった老人役を得意とした俳優であったが、下僕役、博士役、教師役など幅広く演じたという。非常に役作りに熱心な役者で、当時の極めて放縦な俳優たちとは違って、まじめに規律正しい生活を送ったという。以下は同時代人による評である:彼は全身で笑いを誘った。古今の役者でこの男ほど無造作に見えて完成された者はいなかった。(中略)小唄を歌いだすや、普通の唄なら何のとりえのない物でも、彼の口にかかれば別物になってしまう。彼は実力以上の芸を発揮したと言っても過言ではなかろう。彼は小唄に滑稽至極な節回しをつけて歌ったので、大勢の客は彼だけを目当てにオテル・ド・ブルゴーニュ座に足を運んだのである。 |
|      |      |      | ギヨ＝ゴルジュ                        | Bertran Hardouin de Saint-Jacques | 1634-1642年            | 父親はパリの慈善病院の医者。1634年にゴーチエ＝ガルギーユの後釜として加入した。滑稽な医者の役を得意としたという。1642年にオテル・ド・ブルゴーニュ座を引退した後、1648年に亡くなった。同時代人の評がある:彼は大男で色黒、ひどく醜い容貌だった。大きなかつらをかぶり、目は落ち窪み、大酒飲みの鼻だった。猿に似た顔と言ってもいいくらいで、舞台上で仮面など付ける必要はなかったが、それでも絶えず仮面を付けて演じていたのである。 |
|      |      |      | ジョドレ                              | Julien Bedeau                     | 1635-1641年            | マレー座の創設メンバーであったが、すぐにオテル・ド・ブルゴーニュ座に移籍した。1641年には同座を離れ、再びマレー座に移籍して中心役者として活躍している。1659年にはモリエール劇団に加入し、『才女気取り』で重要な役を演じている。 |
|      |      |      | ボーシャトー嬢                        | Madeleine Du Pouget               | 1632～35、1642～1674年 | 1632年から所属していたが、夫のボーシャトーとともにマレー座に移り、コルネイユの『ル・シッド』に出演した。1642年から再び復帰し、劇界引退まで在籍していた。 |
|      |      |      | チュルリュパン                        | Henri Legrand                     | ?-1637年               | 老人役を得意としたゴーチエ＝ガルギーユ、白塗りの道化役を得意としたグロ＝ギヨームと並んで、笑劇トリオとして人気を博したうちの一人。彼は下僕役を得意としたようだが、彼らが共演した笑劇作品は現存していないので、はっきりとは確定していない。現存する作品から推定するに、抜け目なく狡猾な下僕、若者の恋をも助けるが当然、自分にも利益になるように立ち回る策士というのが、彼の演じる下僕の特徴であると思われる:赤毛であったがなかなかの美男で、スタイルもよく、顔色はつややかだった。(中略)チュルリュパンほど笑劇を巧みに組み立て、演じ、鮮やかに切り回す者はいなかった。その奇抜な警句の数々は、才気、勢い、判断力に満ちていた。一言で言うと、少々無邪気さに欠けたところはあるにしても、彼に比肩すべき存在は他にいなかったのである。 |
|      |      |      | モンフルーリ                          | Zacharie Jacob                    | 1638-1667年            | 役者の息子に生まれ。1638年頃オテル・ド・ブルゴーニュ座に加入した。堂々とした体躯、よく通る声が特徴的で、数十行にも渡る長台詞をよどみなく披露し、熱烈に歌いあげるのが得意であったという。その容姿や演技はモリエールの戯曲『ヴェルサイユ即興劇』、エドモン・ロスタンの『シラノ・ド・ベルジュラック』では揶揄の対象となっている。このように、生前から様々な攻撃を受けていたようだが、宰相リシュリューは彼を高く評価していたし、同時代人による以下のような評がある: 喜劇と悲劇とあらゆる人物表現において、彼ほど優れた役者を見ることは稀である。演劇がこれほど輝かしいものになったのは、ひとえにモンフルーリのおかげである。このように、高い評価を獲得していた役者であった。英雄や国王など、激情に駆られて行動する人物を演じることが多く、それで人気を獲得していた。ラシーヌの悲劇『アンドロマック』を演じている最中に、役に入り込みすぎて、そのまま舞台に倒れて亡くなったという。劇作家としても活動した形跡がある。 |
|      |      |      | バロン父                              | André Boyron                      | 1641-1655年            | 1635年からマレー座に所属し、1641年に加入した。事故死したようである。モリエールの愛弟子、劇作家として有名なミシェル・バロンの父。 |
|      |      |      | フィリパン 通称ド・ヴィリエ           | Claude Deschamps                  | 1642-1670年            | 1624年、マレー座の前身の劇団から役者生活をスタートさせた。1634年のマレー座創設後も同座に所属していたが、1642年にオテル・ド・ブルゴーニュ座に移籍、1670年に引退するまで所属し続けた。役者だけでなく、劇作家としても活動していたようで、モリエールの戯曲『ドン・ジュアン』に影響を与えた作品を制作している。滑稽な侯爵や飲んだくれ、偉ぶった男などを演じさせれば右に出る者はいなかったとの評が残っており、小柄で、滑稽な脇役を演じることを得意としていたようだ。済んだ軽やかな声の持ち主で、細やかな演技力の持ち主であったという。 |
|      |      |      | デズィエ嬢                            | Alix Faviot                       | 1658-1670年            | ピエール・コルネイユの悲劇『ソフォニスプ』では主役を演じ、ラシーヌの『アンドロマック』、『ブリタニキュス』の配役表にも名前が見える。美人と言うほどではなかったが、感情の表現に気取ったところがなく、優れていたという。 |
|      |      |      | レーモン・ポワッソン 通称ベルロッシュ | Raymond Poisson dit Belleroche    | 1660-1685年            | 貧しい数学者の子として生まれたが、1654年頃、役者として活動し始めた。はじめは南フランス巡業中の劇団に加入し、1659年にボルドー滞在中の国王ルイ14世の前で御前公演を行って認められ、1660年4月にオテル・ド・ブルゴーニュ座に入団した。ちょうどパリではモリエール劇団が力を付け始めており、ブルゴーニュ座の脅威となっていた頃であったので、彼の加入は歓迎されたようである。モリエール死後のフランス演劇界を背負って立つほどの存在であり、1685年まで役者、劇作家として活躍した。コメディ・フランセーズ席次20番。 彼が演じたクリスパン(Crispin)はスペインに起源を持つ下僕のタイプであることから、初めは臆病で大食いという特徴を有していたようだが、フランスにおいて次第にスペイン物が人気を失うにつれて、狡猾な策士へと変貌を遂げていった。1685年に引退するまで、このクリスパンを演じ続けたという。その後も一族によって受け継がれ、四世代に渡って1753年まで演じられた。大きな口から発せられる意味不明かつ滑稽な早口言葉、モゴモゴ喋るのが彼のお家芸であったという。この芸によってしばしば、観客たちは腹を抱えて大笑いしたというが、役者が何を言ってるのかわからなくとも笑いが生まれたというのは、姿形や動きで十分面白いということであり、彼の喜劇役者としての能力の高さを示している。彼が喜劇界で重要な位置を占めていたことは、同時代人の証言がある:モリエールはポワッソンを恐るべきライバルと見做していたが、彼に向けられる称賛の声に進んで耳を傾けないほど狭量な人物ではなかった。私は確か、モリエールがこんなことを言うのを聞いた覚えがある。それはモリエールが、リュリと喋っていた時にポワッソンを評して、あの偉大な喜劇役者の自然な演技力を身に着けられるなら、この世のいかなるものと引き換えても良いというような表現であった。 |
|      |      |      | マルキーズ・デュ・パルク              | Marquise-Thérèse de Gorla         | 1667-1668年            | 元々モリエール劇団の看板女優であり、モリエールと苦楽を共にしてきた役者の一人でもある。極めて華やかな美貌の持ち主であり、モリエールをはじめ、コルネイユ、ラシーヌなど、古典主義の三大作家のこころを惹きつけたようである。『アレクサンドル大王』の上演を巡って、ラシーヌがモリエールを裏切ったことに伴って、彼女もオテル・ド・ブルゴーニュ座に移籍した。ラシーヌと恋人関係にあり、自分の作品で役を演じさせるためにラシーヌが彼女を引き抜いたのである。ラシーヌの次作『アンドロマック』では主役を演じ、大成功を収めた。ラシーヌは彼女のためにアンドロマック役を作ったといわれている。役者としての絶頂を迎えながらも、その翌年に急死した。堕胎失敗による失血死であったという。ラシーヌは彼女の葬儀では「半ば死んだ状態であった」という。死後11年が経過した1679年に再び世間の人々は彼女を思い出すこととなった。同年に発生した黒ミサ事件の中心人物として逮捕されたラ・ヴォワザンが「マルキーズはラシーヌによって毒殺された」と、とんでもない供述をし始めたからである。当時の政府当局者たちがこの証言を重大視したおかげで、すでに演劇界から引退していたラシーヌは裁判所に召喚され、特別審問に付されるなど、逮捕寸前にまで追い詰められた。どのように逮捕を回避したかは伝わっていないが、おそらくルイ14世に直接訴えたものと思われる。結局、この「毒殺嫌疑事件」は解決されないまま迷宮入りとなった。 |
|      |      |      | デンヌボー嬢                          | Françoise Jacob                   | 1670-1684年            | モンフルーリの娘。役者であるデンヌボーと結婚し、マレー座で修業を積んだ後に、1670年に加入した。1684年にコメディ・フランセーズから追い出されて、翌年引退した。 |
|      |      |      | シャンメレ嬢                          | Marie Desmares                    | 1670-1679年            | マルキーズ・デュ・パルクの穴を埋めるべく、主役を務める女優として加入したのが彼女である。17世紀における最も有名な女優の一人。1666年に故郷ルーアンで、シャンメレと結婚し、地方劇団やマレー座で修業を積んだ後にオテル・ド・ブルゴーニュ座に加入した。『アンドロマック』再演の際の、彼女の演技、特に声の魅力にラシーヌは惹かれたらしく、それ以後のラシーヌの悲劇作品では全て主役を務め、大成功を収めている。デュ・パルクのときと同様にラシーヌが仔細に亘って演技指導を彼女にしたらしいが、女優としての評価は、同時代人の証言が食い違っているためによくわからない。ラシーヌが劇壇から引退すると、彼女は二流劇作家の作品に出演しなければならなくなり、彼女の持ち味も消えてしまった。1679年にゲネゴー座に移ったが、ゲネゴー座とオテル・ド・ブルゴーニュ座の合併によって1680年にコメディ・フランセーズが創設された。コメディ・フランセーズのこけら落とし演目では、主役を演じている。死の数か月前まで華々しく活躍したという。 |
|      |      |      | ミシェル・バロン                      | Michel Baron                      | 1673-1722年            | 1670年に、まだ未成年であったがモリエール劇団に加入した。1673年2月のモリエール死去の際には、彼を介抱したと伝わっている。モリエールの死後すぐにオテル・ド・ブルゴーニュ座に移籍し、1680年からはコメディ・フランセーズに所属、重要な役を演じて大評判をとったという。一時引退するが、1720年に再び復帰し、主役を演じている。 |